# Lípa republiky (Santoška)
Lípa republiky u Santošky roste v Praze 5-Smíchově u evangelického kostela v ulici U Santošky v parku proti Základní škole.

## Historie
Lípa svobody byla vysazena 28. října 1968 na připomínku 50. výročí vzniku Československé republiky. Zasadili ji žáci a učitelský sbor ze školy v ulici U Santošky 1.